# Bjelava
La Bjelava est une rivière de Bosnie-Herzégovine. Elle est un affluent gauche de la Drina, donc un sous-affluent du Danube, par la Save. Elle fait partie du bassin versant de la mer Noire.

## Géographie
La Bjelava se jette dans la Drina à la hauteur du village de Trbušće.